# Campionato mondiale di Formula 1 2008
Il campionato mondiale di Formula 1 2008 organizzato dalla FIA è stata, nella storia della categoria, la 59ª stagione ad assegnare il campionato piloti e la 51ª ad assegnare il campionato costruttori. Il 2008 segna l'inizio del nuovo Patto della Concordia.
Il titolo piloti è stato vinto per la prima volta dal pilota inglese Lewis Hamilton, su McLaren-Mercedes, mentre il titolo costruttori è stato vinto per la sedicesima volta dalla Ferrari.

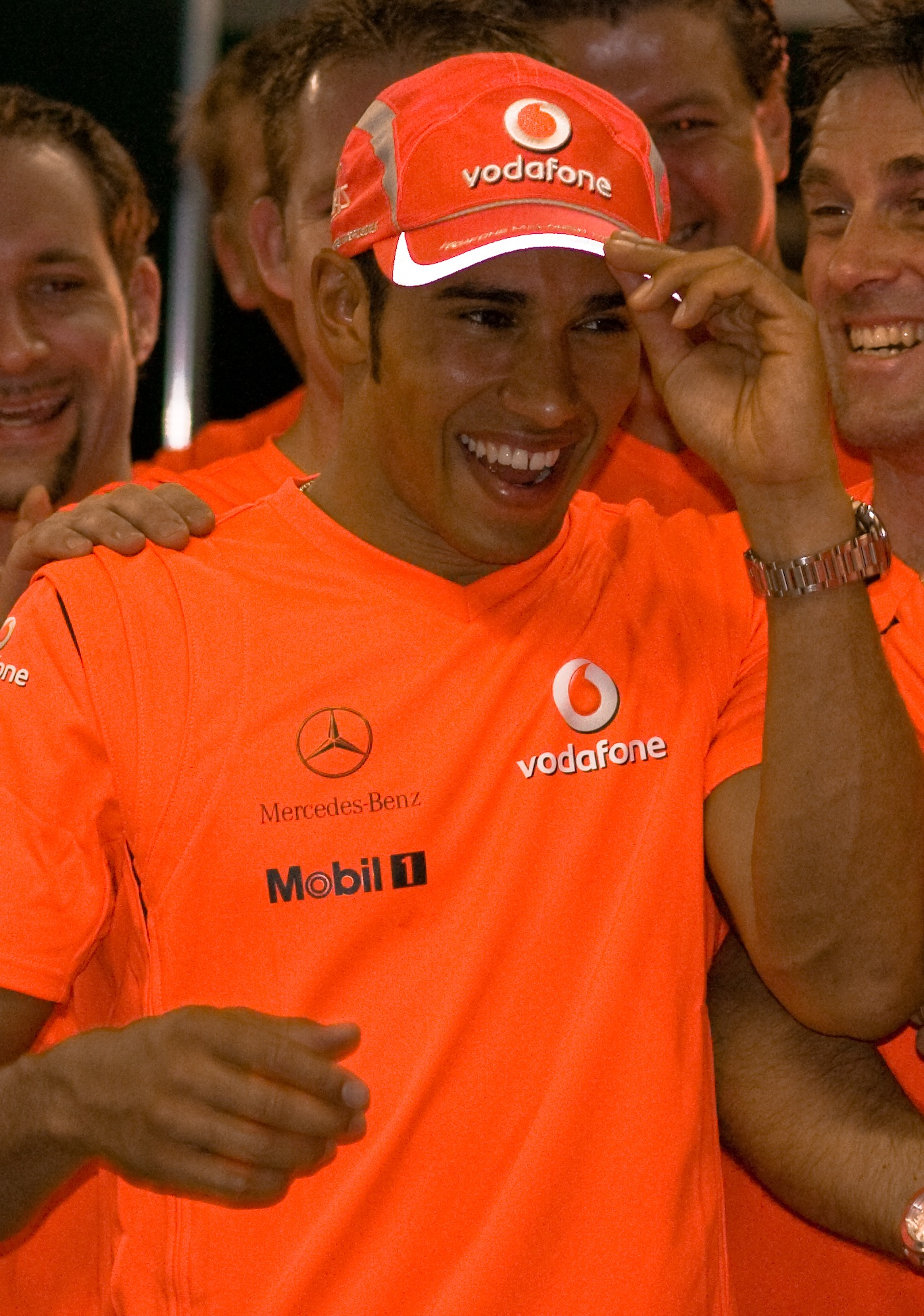
Lewis Hamilton conquista il primo dei suoi sette mondiali di Formula 1.

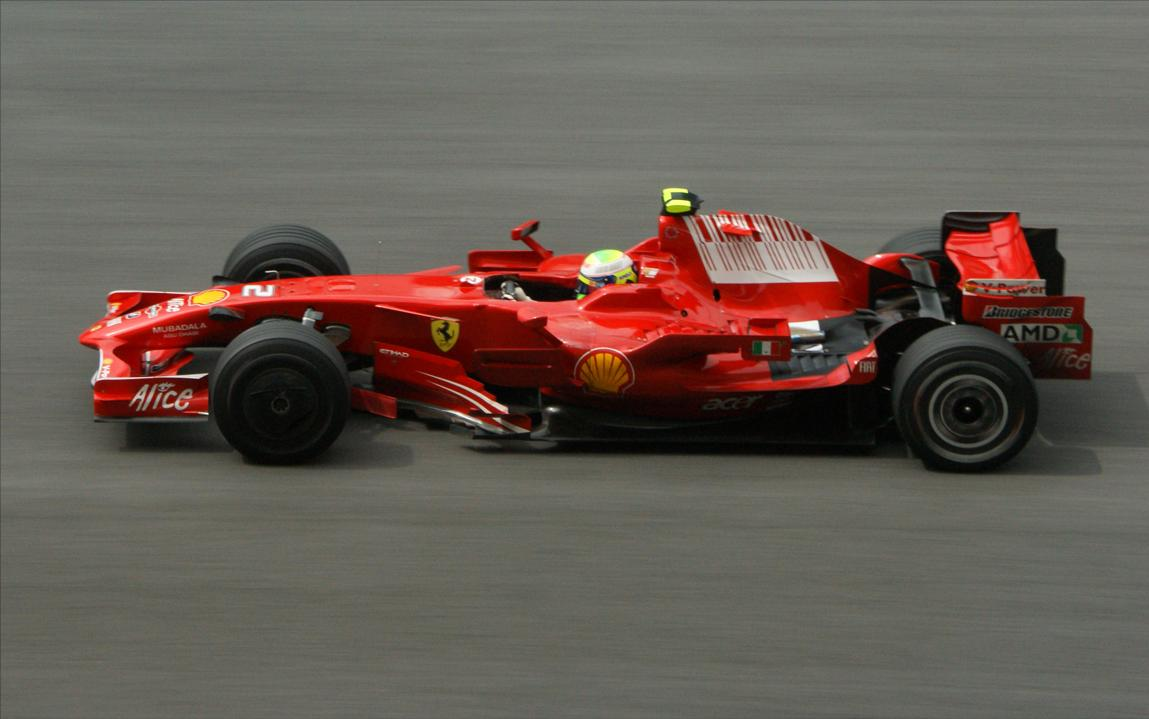
La Ferrari vince il suo sedicesimo titolo costruttori, il secondo di fila.

## La prestagione

### Il calendario
Il calendario agonistico della stagione 2008 è stato reso noto dalla FIA nel luglio 2007, per poi essere confermato nel novembre dello stesso anno. Nel corso della stagione 2007 sono state annunciate diverse novità, che via via hanno permesso di definire il calendario della stagione. Il calendario definitivo è stato ufficializzato nella seduta del Consiglio Mondiale FIA del 24 ottobre. Le novità principali sono le seguenti: il Gran Premio d'Europa viene spostato al nuovo tracciato cittadino di Valencia; la Spagna diventa così sede di due Gran Premi. Bernie Ecclestone ha specificato che la regola secondo cui nessuna nazione deve ospitare più di una gara si riferisce solo ai circuiti tradizionali. Viene introdotto il nuovo tracciato di Singapore, su cui si disputa il primo Gran Premio corso in notturna. La scelta è legata alla necessità di trasmettere la gara in un orario favorevole per il pubblico europeo. Nonostante fosse stato annunciato il contrario, viene prolungato per un anno il contratto per la disputa del Gran Premio di Francia sulla pista di Magny-Cours. Il Gran Premio di Turchia sposta la sua collocazione, dalla fine del mese di agosto, al mese di maggio. Il Gran Premio di Germania si tiene, per la stagione 2008, sul tracciato di Hockenheim. Negli anni successivi si alternerà col Nürburgring, che ha perso il Gran Premio d'Europa. Non si disputa il Gran Premio degli Stati Uniti, che dalla stagione 2000 aveva luogo sul tracciato di Indianapolis. Il Gran Premio del Giappone viene ospitato, come nel 2007, sul nuovo impianto del Fuji, ma dal 2009 si alternerà con Suzuka nell'ospitare la gara nipponica.
| Gara | Nome ufficiale del Gran Premio         | Circuito                         | Sede        | Data         | Ora    | Ora   | Diretta TV        |
| Gara | Nome ufficiale del Gran Premio         | Circuito                         | Sede        | Data         | Locale | UTC   | Diretta TV        |
| ---- | -------------------------------------- | -------------------------------- | ----------- | ------------ | ------ | ----- | ----------------- |
| 1    | ING Australian Grand Prix              | Albert Park Circuit              | Melbourne   | 16 marzo     | 15:30  | 05:30 | Sky Sport e Rai 1 |
| 2    | Petronas Malaysian Grand Prix          | Sepang International Circuit     | Sepang      | 23 marzo     | 15:00  | 08:00 | Sky Sport e Rai 1 |
| 3    | Gulf Air Bahrain Grand Prix            | Bahrain International Circuit    | Manama      | 6 aprile     | 14:30  | 13:30 | Sky Sport e Rai 1 |
| 4    | Gran Premio de España Telefónica       | Circuito di Barcellona-Catalogna | Montmeló    | 27 aprile    | 14:00  | 14:00 | Sky Sport e Rai 1 |
| 5    | Petrol Ofisi Turkish Grand Prix        | Istanbul Park                    | Tuzla       | 11 maggio    | 15:00  | 14:00 | Sky Sport e Rai 1 |
| 6    | Grand Prix de Monaco                   | Circuito di Monte Carlo          | Monaco      | 25 maggio    | 14:00  | 14:00 | Sky Sport e Rai 1 |
| 7    | Grand Prix du Canada                   | Circuit Gilles Villeneuve        | Montréal    | 8 giugno     | 13:30  | 18:30 | Sky Sport e Rai 1 |
| 8    | Grand Prix de France                   | Circuit de Nevers Magny-Cours    | Magny-Cours | 22 giugno    | 14:00  | 14:00 | Sky Sport e Rai 1 |
| 9    | Santander British Grand Prix           | Silverstone Circuit              | Silverstone | 6 luglio     | 13:00  | 14:00 | Sky Sport e Rai 1 |
| 10   | Großer Preis Santander von Deutschland | Hockenheimring                   | Hockenheim  | 20 luglio    | 14:00  | 14:00 | Sky Sport e Rai 1 |
| 11   | ING Magyar Nagydíj                     | Hungaroring                      | Mogyoród    | 3 agosto     | 14:00  | 14:00 | Sky Sport e Rai 1 |
| 12   | Telefónica Grand Prix of Europe        | Valencia Street Circuit          | Valencia    | 24 agosto    | 14:00  | 14:00 | Sky Sport e Rai 1 |
| 13   | ING Belgian Grand Prix                 | Circuito di Spa-Francorchamps    | Stavelot    | 7 settembre  | 14:00  | 14:00 | Sky Sport e Rai 1 |
| 14   | Gran Premio Santander d'Italia         | Autodromo nazionale di Monza     | Monza       | 14 settembre | 14:00  | 14:00 | Sky Sport e Rai 1 |
| 15   | SingTel Singapore Grand Prix           | Marina Bay Street Circuit        | Singapore   | 28 settembre | 20:00  | 14:00 | Sky Sport e Rai 1 |
| 16   | Fuji Television Japanese Grand Prix    | Fuji Speedway                    | Oyama       | 12 ottobre   | 13:30  | 06:30 | Sky Sport e Rai 1 |
| 17   | Sinopec Chinese Grand Prix             | Shanghai International Circuit   | Shanghai    | 19 ottobre   | 15:00  | 09:00 | Sky Sport e Rai 1 |
| 18   | Grande Prêmio do Brasil                | Autódromo José Carlos Pace       | San Paolo   | 2 novembre   | 15:00  | 18:00 | Sky Sport e Rai 1 |

### La presentazione delle vetture
| Costruttore               | Telaio     | Data lancio                         | Luogo lancio          |
| ------------------------- | ---------- | ----------------------------------- | --------------------- |
| Scuderia Ferrari Marlboro | F2008      | 6 gennaio                           | Circuito di Fiorano   |
| BMW Sauber F1 Team        | F1.08      | 14 gennaio                          | Monaco di Baviera     |
| ING Renault F1 Team       | R28        | 31 gennaio                          | Boulogne-Billancourt  |
| AT&T Williams             | FW30       | 21 gennaio                          | Spagna                |
| Red Bull Racing           | RB4        | 16 gennaio                          | Circuito di Jerez     |
| Panasonic Toyota Racing   | TF108      | 10 gennaio                          | Colonia               |
| Scuderia Toro Rosso       | STR2B STR3 | 13 febbraio (2007) 16 aprile (2008) | Circuito di Catalogna |
| Honda Racing F1 Team      | RA108      | 23 gennaio                          | Valencia              |
| Super Aguri F1 ‡          | SA08       | -                                   | -                     |
| Force India F1 Team       | VJM01      | 7 febbraio                          | Mumbai                |
| Vodafone McLaren Mercedes | MP4-23     | 7 gennaio                           | Stoccarda             |

‡ La Super Aguri si è ritirata il 6 maggio dal campionato 2008 a causa di problemi finanziari.

### I test

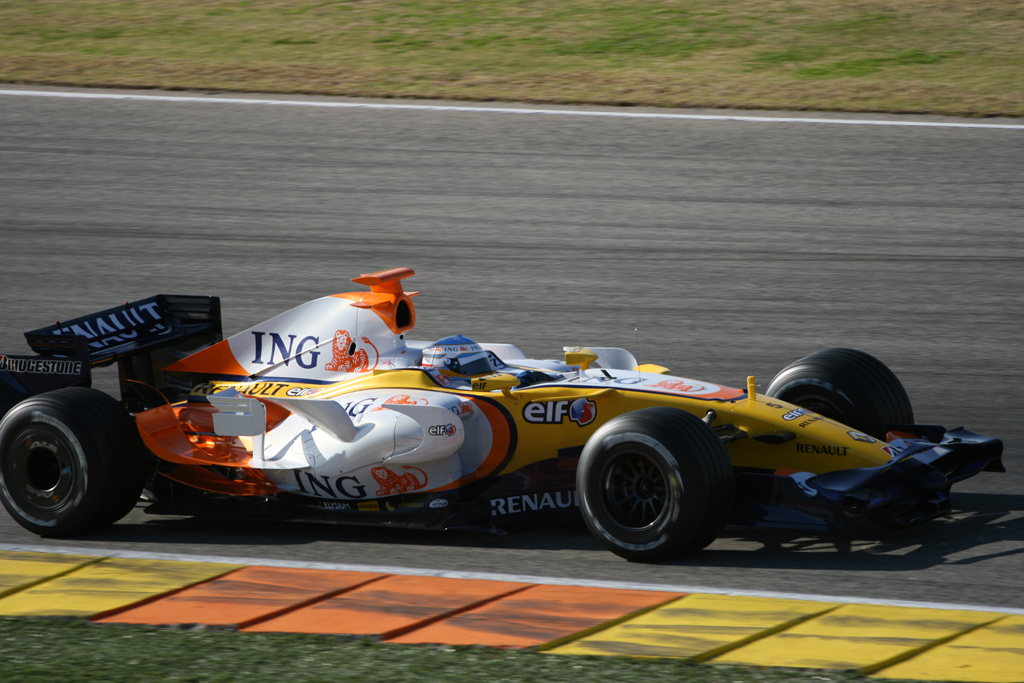
Il due volte Campione del Mondo Fernando Alonso al volante della Renault R28 durante i test sul Circuito di Valencia.

La prima sessione di test si tenne sul Circuito di Jerez il 14 gennaio 2008. Ferrari, McLaren e Toyota avevano testato le loro monoposto per la stagione 2008. La Williams provava una versione modificata della FW29 mentre Renault e Red Bull avevano testato le loro monoposto del 2007. Presenti anche Honda, Toro Rosso, Super Aguri e Force India.
La BMW Sauber non era presente perché stava lanciando la sua F1.08. I test si spostarono poi sul Circuito di Valencia il 22 gennaio. Renault e Williams sono state le uniche squadre a scendere in pista per la prima giornata di test. A loro si univano anche tutte le altre squadre, tranne la Super Aguri.
Il 1º febbraio i test si trasferirono sul Circuito di Catalogna a Barcellona. Ancora una volta, tutte le squadre tranne la Super Aguri erano in azione. Il primo giorno di test aveva visto Kazuki Nakajima schiantarsi con la sua FW30; si verificarono inoltre degli insulti razzisti diretti a Lewis Hamilton da parte di alcuni tifosi di Fernando Alonso. La Williams si ritirò dai test il terzo giorno per cercare di risolvere il problema che aveva causato l'incidente a Nakajima. Nel frattempo, il 4 febbraio, Ferrari e Toyota si trasferirono al Bahrein continuando a testare la F2008 e la TF108.
Il 12 febbraio i test tornarono a Jerez. Red Bull e Williams erano le uniche squadre in azione il primo giorno. La seconda giornata di test aveva visto la partecipazione di tutti i team tranne Ferrari e Toyota (erano ancora in Bahrein).
I test si spostarono nuovamente a Barcellona il 19 febbraio. La prima giornata di test iniziò sotto la pioggia con la presenza di Williams, Red Bull, Renault e Toyota. Nico Rosberg è stato in testa alla classifica con la Williams. BMW stava invece testando la sua monoposto da sola a Jerez. La Super Aguri non si presentò nonostante avesse promesso un incontro di domande e risposte con i media. Nel secondo giorno la Ferrari arrivò in testa alla classifica con Felipe Massa su un'altra pista bagnata. La McLaren si univa all'ultimo giorno e la Williams concluse in testa con Nakajima.
Il test finale iniziò il 25 febbraio con la partecipazione di tutte le squadre tranne la Super Aguri. Lewis Hamilton era in testa alla classifica coi tempi più veloci sia di Kimi Räikkönen che di Michael Schumacher. La McLaren continuava a superare la Ferrari nel secondo giorno con entrambi i piloti in testa e la Toyota è stata la più veloce con Jarno Trulli nell'ultimo giorno.

### Accordi e fornitori
Il 14 febbraio 2006 il presidente della FIA Max Mosley annunciò che tutti i costruttori interessati a competere nel 2008 avrebbero avuto una settimana di tempo per sottoporre la propria richiesta di candidatura alla FIA. Tutti gli undici costruttori partecipanti alla stagione del 2006 presentarono la candidatura, così come diversi altri potenziali concorrenti. La GPMA Manufacturers insistette sul fatto che erano in corso negoziati con Bernie Ecclestone e che, in caso di esito negativo, queste scuderie avrebbero potuto abbandonare il campionato principale per formare un nuovo campionato. Dopo una complessa trattativa un accordo in tal senso venne raggiunto, assicurando un periodo di stabilità alla serie. Il 28 aprile 2006 la FIA aveva intanto annunciato che tutte le richieste di partecipazione dei costruttori che all'epoca correvano in Formula 1 erano state accolte.

## Scuderie e piloti

### Scuderie
Le scuderie che hanno firmato con la FOM sono la Ferrari, la Red Bull, la Renault, la Super Aguri, la Toro Rosso, la Toyota e la Williams. I costruttori facenti parte della GPMA, rinnovano il Patto della Concordia con la FOM: Ecclestone ha firmato un accordo con la GPMA per mettere fine alla loro minaccia di un abbandono per creare una nuova serie nel 2008. La BMW Sauber, la Honda e la McLaren-Mercedes hanno così confermato la loro presenza.
Per quanto riguarda le nuove scuderie, la Prodrive si è proposta ma non disputerà il campionato mentre la Force India prende il posto della Spyker.
Tra le richieste respinte troviamo quella della European Minardi F1 Team Ltd, quella di Eddie Jordan, quella della Direxiv e quella della Carlin Motorsport.
La Prodrive ha annunciato, nel corso della stagione 2007, che non avrebbe preso parte alla stagione 2008, a causa della controversia ancora aperta sull'utilizzabilità o meno di telai non prodotti direttamente dalla squadra stessa. David Richards, il patron della Prodrive, ha affermato che il modello economico su cui era basata la scuderia rendeva necessario usare telai prodotti da altri, ma il fatto di non avere sicurezze in merito, lo obbligava a rinunciare. La Spyker, acquistata dal consorzio indo-olandese guidato da Vijay Mallya e Michiel Mol, è stata ridenominata Force India, con un cambiamento approvato dalla FIA nel Consiglio Mondiale del 24 ottobre 2007.

### Piloti
Ralf Schumacher si ritira dalla Formula 1 mentre Vitantonio Liuzzi non trova un contratto come pilota titolare: Timo Glock torna così in Formula 1 alla guida della Toyota, subentrando a Schumacher. Sébastien Bourdais debutta al volante della Toro Rosso così come Nelson Piquet Jr. debutta in Renault. Fernando Alonso torna alla Renault mentre Heikki Kovalainen approda alla McLaren. La fase di definizione degli schieramenti per la stagione 2008 è stata insolitamente complessa e lunga, in quanto l'annunciata ufficializzazione del divorzio fra Alonso e la McLaren ha lasciato molte squadre in attesa delle decisioni dello spagnolo.
Il divorzio fra Fernando Alonso e la McLaren è stato annunciato ufficialmente il 2 novembre 2007. La Renault ha poi annunciato il ritorno del pilota spagnolo il 10 dicembre 2007. Suo compagno di squadra l'esordiente Nelson Piquet Jr., proveniente dalla GP2. La McLaren ha annunciato l'ingaggio di Heikki Kovalainen, proveniente dalla Renault, il 14 novembre 2007, al fianco del confermato Lewis Hamilton.
La Toyota ha annunciato di non confermare Ralf Schumacher come pilota titolare, al fianco di Jarno Trulli. Al posto del tedesco, è stato ingaggiato Timo Glock, proveniente dalla GP2 e già pilota Jordan. Il tedesco abbandona la BMW Sauber, per cui era tester.
L'esordiente Force India, erede della Spyker, conferma Adrian Sutil e, dopo aver provato diversi piloti, ingaggia Giancarlo Fisichella come prima guida. La Toro Rosso conferma Sebastian Vettel e gli affianca Sébastien Bourdais, che lascia la Champ Car dove ha ottenuto 4 titoli consecutivi. Le squadre che confermano i piloti della stagione precedente sono Ferrari, Honda, Super Aguri, Williams (formazione del Gran Premio del Brasile), BMW Sauber e Red Bull Racing.
Durante la stagione nessuna scuderia effettuò sostituzioni o scambi di piloti, primo caso nella storia della F1.

### Tabella riassuntiva
Le seguenti squadre e piloti sono iscritti alla stagione del 2008.
| Scuderia                  | Costruttore         | Telaio      | Motore          | Gomme | N° | Piloti               | GP    | N° | Test driver                                              |
| ------------------------- | ------------------- | ----------- | --------------- | ----- | -- | -------------------- | ----- | -- | -------------------------------------------------------- |
| Scuderia Ferrari Marlboro | Ferrari             | F2008       | Ferrari 056     | B     | 1  | Kimi Räikkönen       | Tutti | 31 | Luca Badoer Marc Gené                                    |
| Scuderia Ferrari Marlboro | Ferrari             | F2008       | Ferrari 056     | B     | 2  | Felipe Massa         | Tutti | 31 | Luca Badoer Marc Gené                                    |
| BMW Sauber F1 Team        | BMW                 | F1.08       | BMW P86/8       | B     | 3  | Nick Heidfeld        | Tutti | 32 | Christian Klien Marko Asmer                              |
| BMW Sauber F1 Team        | BMW                 | F1.08       | BMW P86/8       | B     | 4  | Robert Kubica        | Tutti | 32 | Christian Klien Marko Asmer                              |
| ING Renault F1 Team       | Renault             | R28         | Renault RS27    | B     | 5  | Fernando Alonso      | Tutti | 33 | Lucas Di Grassi Romain Grosjean Sakon Yamamoto           |
| ING Renault F1 Team       | Renault             | R28         | Renault RS27    | B     | 6  | Nelson Piquet Jr.    | Tutti | 33 | Lucas Di Grassi Romain Grosjean Sakon Yamamoto           |
| AT&T Williams             | Williams-Toyota     | FW30        | Toyota RVX-08   | B     | 7  | Nico Rosberg         | Tutti | 34 | Nico Hülkenberg                                          |
| AT&T Williams             | Williams-Toyota     | FW30        | Toyota RVX-08   | B     | 8  | Kazuki Nakajima      | Tutti | 34 | Nico Hülkenberg                                          |
| Red Bull Racing           | Red Bull-Renault    | RB4         | Renault RS27    | B     | 9  | David Coulthard      | Tutti | 35 | Sébastien Buemi                                          |
| Red Bull Racing           | Red Bull-Renault    | RB4         | Renault RS27    | B     | 10 | Mark Webber          | Tutti | 35 | Sébastien Buemi                                          |
| Panasonic Toyota Racing   | Toyota              | TF108       | Toyota RVX-08   | B     | 11 | Jarno Trulli         | Tutti | 36 | Kamui Kobayashi                                          |
| Panasonic Toyota Racing   | Toyota              | TF108       | Toyota RVX-08   | B     | 12 | Timo Glock           | Tutti | 36 | Kamui Kobayashi                                          |
| Scuderia Toro Rosso       | STR-Ferrari         | STR2B† STR3 | Ferrari 056     | B     | 14 | Sébastien Bourdais   | Tutti | 37 | Brendon Hartley                                          |
| Scuderia Toro Rosso       | STR-Ferrari         | STR2B† STR3 | Ferrari 056     | B     | 15 | Sebastian Vettel     | Tutti | 37 | Brendon Hartley                                          |
| Honda Racing F1 Team      | Honda               | RA108       | Honda RA808E    | B     | 16 | Jenson Button        | Tutti | 38 | Alexander Wurz Anthony Davidson Mike Conway Luca Filippi |
| Honda Racing F1 Team      | Honda               | RA108       | Honda RA808E    | B     | 17 | Rubens Barrichello   | Tutti | 38 | Alexander Wurz Anthony Davidson Mike Conway Luca Filippi |
| Super Aguri F1 ‡          | Super Aguri-Honda   | SA08        | Honda RA808E    | B     | 18 | Takuma Satō          | 1–4   | 39 | non assegnato                                            |
| Super Aguri F1 ‡          | Super Aguri-Honda   | SA08        | Honda RA808E    | B     | 19 | Anthony Davidson     | 1–4   | 39 | non assegnato                                            |
| Force India F1 Team       | Force India-Ferrari | VJM01       | Ferrari 056     | B     | 20 | Adrian Sutil         | Tutti | 40 | Vitantonio Liuzzi                                        |
| Force India F1 Team       | Force India-Ferrari | VJM01       | Ferrari 056     | B     | 21 | Giancarlo Fisichella | Tutti | 40 | Vitantonio Liuzzi                                        |
| Vodafone McLaren Mercedes | McLaren-Mercedes    | MP4-23      | Mercedes FO108V | B     | 22 | Lewis Hamilton       | Tutti | 41 | Pedro de la Rosa Gary Paffett                            |
| Vodafone McLaren Mercedes | McLaren-Mercedes    | MP4-23      | Mercedes FO108V | B     | 23 | Heikki Kovalainen    | Tutti | 41 | Pedro de la Rosa Gary Paffett                            |

‡ La Super Aguri si è ritirata il 6 maggio dal campionato 2008 a causa di problemi finanziari.

## Circuiti e gare

Il Circuito cittadino di Singapore, debuttante della stagione 2008.

Per quanto riguarda i cambiamenti sui circuiti vengono introdotti due nuovi circuiti. Il Gran Premio d'Europa si disputa per la prima volta sul nuovissimo Circuito cittadino di Valencia, con la Spagna che non ospitava il Gran Premio europeo dal 1997 con il circuito di Jerez de la Frontera. Il Nürburgring, che ospitava il Gran Premio d'Europa dal 1998, perde il suo posto nel calendario, ma ritornerà nel 2009, quando inizierà a scambiarsi ogni anno con l'Hockenheimring per ospitare il Gran Premio di Germania. L’altro nuovo circuito è il Circuito cittadino di Marina Bay a Singapore, ospitante del Gran Premio di Singapore. Il circuito sarà famoso perché sarà la prima gara di Formula 1 a disputarsi in notturna. Il Gran Premio degli Stati Uniti, che si correva su una versione ridotta del Circuito di Indianapolis esce dal campionato. Gli USA non disputeranno un gran premio fino al 2012, quando ritorneranno con il Circuito di Austin in Texas.

## Modifiche al regolamento

### Regolamento tecnico
Tutte le vetture montano una centralina, uguale per tutti, per il controllo delle funzioni elettroniche standard. Il fornitore delle centraline, denominate SECU o ECU (Standard Electronic Control Unit), è stato scelto dalla FIA mediante una gara al termine della quale è risultata vincitrice McLaren Electronic Systems, che si è avvalsa della collaborazione di Microsoft. Le centraline sono state fornite a tutti i concorrenti in tempi che permettessero una corretta integrazione nelle vetture per il 2008. I costruttori potranno scegliere se montare la centralina o nel cruscotto della macchina o nel volante.
Sarà possibile gestire l'erogazione della potenza in base alle gomme che vengono montate: saranno disponibili quattro possibili funzioni che variano dalle gomme da asciutto alle gomme da bagnato estremo. La presenza della centralina ECU ha inoltre permesso di limitare le funzioni di aiuto alla guida per i piloti. Dal 2008 sono vietati il controllo di trazione, il controllo della coppia motrice e la gestione elettronica del freno motore.
Viene confermata la regola sulla durata del motore, pari a due fine settimana di gare, ma viene autorizzata una sostituzione (la prima della stagione) senza che il pilota subisca penalizzazioni in griglia. Tale sostituzione è vietata nel corso dell'ultima gara dell'anno. Viene anche confermato il congelamento dello sviluppo dei motori per cinque anni a partire dal 2008. Le modifiche dopo tale termine potranno essere approvate solo con il consenso di tutti i partecipanti, e solo con un preavviso di due anni.
Il termine ultimo per la consegna dei motori alla FIA per l'omologazione è il 31 marzo 2008. In generale il motore deve essere lo stesso usato nel 2007, ma alcuni particolari indicati nell'Appendice 6 possono essere cambiati rispetto alla stagione precedente. È inoltre possibile omologare 3 tipi diversi di tromboncini di aspirazione, che poi potranno essere usati liberamente per tutto il periodo dell'omologazione del motore.
Anche per il cambio è stata introdotta una regola sulla durata minima, che deve essere pari a quattro gare. L'eventuale sostituzione prima di questo limite viene punito con l'arretramento di cinque posizioni sulla griglia di partenza. Da precisare che la penalizzazione riguarda la sostituzione della scatola del cambio e degli alberi principali. Le squadre possono comunque intervenire una volta per gara per l'adeguamento dei rapporti del cambio alla pista su cui si disputa l'evento. Questa sostituzione deve avvenire nel corso del primo giorno di prove, informando il delegato FIA. A determinate condizioni sarà possibile sostituire alcuni particolari che si dimostrino danneggiati. Viene inoltre fissato un limite minimo di 12 mm per lo spessore dei rapporti. Tutto questo servirà a ridurre i costi.
La giapponese Bridgestone rimane l'unico fornitore di pneumatici per le stagioni 2008, 2009, 2010 e 2011. Fino alla stagione 2006 il fornitore giapponese di pneumatici era affiancato dalla Michelin, che si è ritirata dal circus perché non interessata a lavorare in regime di monopolio. Già nel 2007, pur non essendo ancora in vigore il regime di fornitore unico, solo la Bridgestone era rimasta a fornire pneumatici a tutte le squadre.

### Regolamento Sportivo
(Qualora non sia indicato il riferimento, si consideri la comunicazione FIA del 15 marzo 2008.)
La FIA ha imposto una limitazione dei test: i concorrenti non possono coprire, nel corso dei test svolti in un anno solare, più di 30.000 km. Per permettere comunque di far provare giovani interessanti, è possibile usufruire di quattro giornate di test supplementari, a patto che i piloti al volante non abbiano partecipato, nei precedenti 24 mesi, a nessun evento del mondiale di Formula 1 oppure ad oltre 4 giornate di test. Rimane possibile usare le vetture per eventi promozionali, con gomme appositamente fornite dal fornitore unico.
L'utilizzo dei treni di gomme è stato modificato: in caso di sostituzione di un pilota nel corso di un week-end, il sostituto dovrà utilizzare gli stessi treni di gomme assegnati al pilota sostituito. Per quanto riguarda gli pneumatici da pioggia, nel caso in cui la gara parta in regime di safety car, sarà obbligatorio l'utilizzo di gomme da bagnato estremo (extreme wet tyres).
La dotazione della vettura è stata rivista: tutte le vetture devono montare un dispositivo di calcolo della posizione, prodotto da un fornitore autorizzato dalla FIA. Nessun altro dispositivo simile deve essere posizionato sulla vettura. In aggiunta, l'uso del muletto è stato bandito: ogni squadra non potrà avere a disposizione più di due vetture complete nel corso del fine settimana di gara. Non sarà più possibile, quindi, avere a disposizione una terza vettura completa da utilizzare in caso di bisogno. Sarà ancora possibile portare un telaio di scorta, ma non si potranno montare determinati componenti in anticipo. In caso di utilizzo di tale telaio, la vettura così ricostruita potrà essere utilizzata solo il giorno successivo. Chi sostituisse il telaio nella sessione di prove libere del sabato non potrà così partecipare alle qualifiche e dovrà partire il giorno del gran premio dai box.
Il sistema di qualifiche rimane diviso in tre fasi denominate Q1, Q2 e Q3. La Q1 viene allungata di cinque minuti, la Q2 invariata mentre rispetto alla stagione 2007 la Q3 risulta più corta, passando a 10 minuti, ed alla fine di questa non viene più ripristinato il quantitativo di carburante consumato, ma è vietato il rifornimento delle vetture tra l'inizio della fase Q3 e la partenza della gara. Il rifornimento è consentito a chi, pur avendo superato la fase Q2, non è in grado di prendere parte al Q3: in tal caso, la squadra informerà il delegato FIA del carburante che si intende immettere nella vettura, e la domenica mattina sarà autorizzata l'operazione.
Per ciò che concerne gli aiuti esterni, i commissari devono rimuovere una vettura che costituisca ostacolo il più presto possibile. Nel caso in cui aiuti esterni "meccanici" (mechanical assistance) permettano al pilota di riprendere la sessione di prove o la gara, è facolta degli ufficiali di gara penalizzare il pilota in griglia o escluderlo dalla gara. Unica eccezione è una vettura ferma in griglia, che venga trainata in corsia box, da dove potrà eventualmente ripartire.
Modifiche sono arrivate anche per la procedura di partenza: in caso di procedura abortita, nel periodo di sosta fra le due partenze non sarà più possibile cambiare le gomme. Quando la safety car spegne le luci, è vietato tenere un'andatura che comporti imprevedibili accelerazioni e frenate o altre manovre che possano mettere a rischio chi segue. I piloti potranno inoltre tenere una maggiore distanza da chi precede, fino a 10 lunghezze (prima erano 5). In caso la direzione di corsa lo ritenga opportuno, potrà impedire ai piloti doppiati di superare la Safety Car e riguadagnare la coda del gruppo: in tal caso una comunicazione apparirà sugli schermi delle squadre.
In seguito al problema nato in Malesia, dove i piloti McLaren furono sanzionati per aver ostacolato altri concorrenti nel corso del proprio giro di rientro ai box, la Federazione ha deciso di imporre un tempo massimo per il rientro ai box, in modo da scongiurare possibile pericoli derivanti da vetture in pista ad andature molto diverse. Prima del Gran Premio di Turchia, la Super Aguri ha annunciato il ritiro dal Mondiale. Pertanto la FIA ha emendato la norma che regola i periodi di qualifica denominati Q1 e Q2. A partire dal Gran Premio di Turchia, in ognuna delle due fasi vengono eliminati i cinque concorrenti più lenti. La modifica si è resa necessaria in quanto il regolamento in vigore prevedeva solo i casi di 24 e 22 iscritti.

## Risultati

### Gran Premi
| N° | Gran Premio                  | Circuito          | Pole position     | Giro più veloce   | Pilota vincitore  | Costruttore vincitore | Resoconto |
| -- | ---------------------------- | ----------------- | ----------------- | ----------------- | ----------------- | --------------------- | --------- |
| 1  | Gran Premio di Australia     | Melbourne         | Lewis Hamilton    | Heikki Kovalainen | Lewis Hamilton    | McLaren-Mercedes      | Resoconto |
| 2  | Gran Premio della Malesia    | Sepang            | Felipe Massa      | Nick Heidfeld     | Kimi Räikkönen    | Ferrari               | Resoconto |
| 3  | Gran Premio del Bahrain      | Sakhir            | Robert Kubica     | Heikki Kovalainen | Felipe Massa      | Ferrari               | Resoconto |
| 4  | Gran Premio di Spagna        | Montmeló          | Kimi Räikkönen    | Kimi Räikkönen    | Kimi Räikkönen    | Ferrari               | Resoconto |
| 5  | Gran Premio di Turchia       | Istanbul          | Felipe Massa      | Kimi Räikkönen    | Felipe Massa      | Ferrari               | Resoconto |
| 6  | Gran Premio di Monaco        | Montecarlo        | Felipe Massa      | Kimi Räikkönen    | Lewis Hamilton    | McLaren-Mercedes      | Resoconto |
| 7  | Gran Premio del Canada       | Montréal          | Lewis Hamilton    | Kimi Räikkönen    | Robert Kubica     | BMW                   | Resoconto |
| 8  | Gran Premio di Francia       | Magny-Cours       | Kimi Räikkönen    | Kimi Räikkönen    | Felipe Massa      | Ferrari               | Resoconto |
| 9  | Gran Premio di Gran Bretagna | Silverstone       | Heikki Kovalainen | Kimi Räikkönen    | Lewis Hamilton    | McLaren-Mercedes      | Resoconto |
| 10 | Gran Premio di Germania      | Hockenheim        | Lewis Hamilton    | Nick Heidfeld     | Lewis Hamilton    | McLaren-Mercedes      | Resoconto |
| 11 | Gran Premio d'Ungheria       | Hungaroring       | Lewis Hamilton    | Kimi Räikkönen    | Heikki Kovalainen | McLaren-Mercedes      | Resoconto |
| 12 | Gran Premio d'Europa         | Valencia          | Felipe Massa      | Felipe Massa      | Felipe Massa      | Ferrari               | Resoconto |
| 13 | Gran Premio del Belgio       | Spa-Francorchamps | Lewis Hamilton    | Kimi Räikkönen    | Felipe Massa      | Ferrari               | Resoconto |
| 14 | Gran Premio d'Italia         | Monza             | Sebastian Vettel  | Kimi Räikkönen    | Sebastian Vettel  | STR-Ferrari           | Resoconto |
| 15 | Gran Premio di Singapore     | Singapore         | Felipe Massa      | Kimi Räikkönen    | Fernando Alonso   | Renault               | Resoconto |
| 16 | Gran Premio del Giappone     | Fuji              | Lewis Hamilton    | Felipe Massa      | Fernando Alonso   | Renault               | Resoconto |
| 17 | Gran Premio di Cina          | Shanghai          | Lewis Hamilton    | Lewis Hamilton    | Lewis Hamilton    | McLaren-Mercedes      | Resoconto |
| 18 | Gran Premio del Brasile      | San Paolo         | Felipe Massa      | Felipe Massa      | Felipe Massa      | Ferrari               | Resoconto |

### Qualifiche
N.B. Quelle riportate di seguito sono le posizioni sulla griglia di partenza, considerando sia i risultati delle qualifiche che le eventuali penalizzazioni.
| N° | Pilota               | AUS | MAL | BHR | SPA | TUR | MON | CAN | FRA | GBR | GER | UNG | EUR | BEL | ITA | SIN | GIA | CIN | BRA |
| -- | -------------------- | --- | --- | --- | --- | --- | --- | --- | --- | --- | --- | --- | --- | --- | --- | --- | --- | --- | --- |
| 1  | Kimi Räikkönen       | 15  | 2   | 4   | 1   | 4   | 2   | 3   | 1   | 3   | 6   | 6   | 4   | 4   | 14  | 3   | 2   | 2   | 3   |
| 2  | Felipe Massa         | 4   | 1   | 2   | 3   | 1   | 1   | 6   | 2   | 9   | 2   | 3   | 1   | 2   | 6   | 1   | 5   | 3   | 1   |
| 3  | Nick Heidfeld        | 5   | 5   | 6   | 9   | 9   | 12  | 8   | 11  | 5   | 12  | 15  | 8   | 5   | 10  | 9°  | 16  | 6   | 8   |
| 4  | Robert Kubica        | 2   | 4   | 1   | 4   | 5   | 5   | 2   | 5   | 10  | 7   | 4   | 3   | 8   | 11  | 4   | 6   | 11  | 13  |
| 5  | Fernando Alonso      | 11  | 7   | 10  | 2   | 7   | 7   | 4   | 3   | 6   | 5   | 7   | 12  | 6   | 8   | 15  | 4   | 4   | 6   |
| 6  | Nelson Piquet Jr.    | 21  | 13  | 14  | 10  | 17  | 17  | 15  | 9   | 7   | 17  | 10  | 15  | 12  | 17  | 16  | 12  | 10  | 11  |
| 7  | Nico Rosberg         | 7   | 16  | 8   | 15  | 11  | 6   | 5   | 19† | 20  | 13  | 14  | 9   | 15  | 5   | 8   | 15  | 14  | 18  |
| 8  | Kazuki Nakajima      | 13  | 22† | 16  | 12  | 16  | 13  | 12  | 15  | 15  | 16  | 16  | 11  | 19  | 18  | 10  | 14  | 17  | 16  |
| 9  | David Coulthard      | 8   | 12  | 17  | 17  | 10  | 15* | 13  | 7   | 11  | 10  | 13  | 17  | 14  | 13  | 14  | 11  | 15† | 14  |
| 10 | Mark Webber          | 14  | 6   | 11  | 7   | 6   | 9   | 10  | 6   | 2   | 8   | 8   | 14  | 7   | 3   | 13  | 13  | 16  | 12  |
| 11 | Jarno Trulli         | 6   | 3   | 7   | 8   | 8   | 8   | 14  | 4   | 14  | 4   | 9   | 7   | 11  | 7   | 11  | 7   | 8   | 2   |
| 12 | Timo Glock           | 19† | 10  | 13  | 14  | 15  | 10  | 11  | 8   | 12  | 11  | 5   | 13  | 13  | 9   | 7   | 8   | 12  | 10  |
| 14 | Sébastien Bourdais   | 17  | 18  | 15  | 16  | 18  | 16  | 20* | 14  | 13  | 15  | 19* | 10  | 9   | 4   | 17  | 10  | 9   | 9   |
| 15 | Sebastian Vettel     | 9   | 15  | 19  | 18  | 14  | 19* | 20  | 12  | 8   | 9   | 11  | 6   | 10  | 1   | 6   | 9   | 7   | 7   |
| 16 | Jenson Button        | 12  | 11  | 9   | 13  | 13  | 11  | 18  | 16  | 17  | 14  | 12  | 16  | 17  | 19  | 12  | 18  | 18  | 17  |
| 17 | Rubens Barrichello   | 10  | 14  | 12  | 11  | 12  | 14  | 9   | 20* | 16  | 18  | 17  | 19  | 16  | 16  | 18  | 17  | 13  | 15  |
| 18 | Takuma Satō          | 20  | 19  | 22  | 22  |     |     |     |     |     |     |     |     |     |     |     |     |     |     |
| 19 | Anthony Davidson     | 22  | 21  | 21  | 21  |     |     |     |     |     |     |     |     |     |     |     |     |     |     |
| 20 | Adrian Sutil         | 18  | 20  | 20  | 20  | 19  | 18  | 16  | 18  | 18  | 19  | 20  | 20  | 18  | 20  | 19  | 19  | 19  | 20  |
| 21 | Giancarlo Fisichella | 16  | 17  | 18  | 19  | 20° | 20* | 17  | 17  | 19  | 20  | 18  | 18  | 20  | 12  | 20  | 20  | 20  | 19  |
| 22 | Lewis Hamilton       | 1   | 9*  | 3   | 5   | 3   | 3   | 1   | 13† | 4   | 1   | 1   | 2   | 1   | 15  | 2   | 1   | 1   | 4   |
| 23 | Heikki Kovalainen    | 3   | 8*  | 5   | 6   | 2   | 4   | 7   | 10* | 1   | 3   | 2   | 5   | 3   | 2   | 5   | 3   | 5   | 5   |
| N° | Pilota               | AUS | MAL | BHR | SPA | TUR | MON | CAN | FRA | GBR | GER | UNG | EUR | BEL | ITA | SIN | GIA | CIN | BRA |

° Indica quei piloti che per penalità sono stati retrocessi di tre posizioni sulla griglia di partenza.
* Indica quei piloti che per penalità sono stati retrocessi di cinque posizioni sulla griglia di partenza.
† Indica quei piloti che per penalità sono stati retrocessi di dieci posizioni sulla griglia di partenza.

## Classifiche

### Sistema di punteggio
| Posizione | 1ª | 2ª | 3ª | 4ª | 5ª | 6ª | 7ª | 8ª |
| Punti     | 10 | 8  | 6  | 5  | 4  | 3  | 2  | 1  |

### Classifica piloti
| Pos. | Pilota               |     |     |     |     |     |     |     |     |     |     |     |     |     |     |     |     |     |     | Punti |
| ---- | -------------------- | --- | --- | --- | --- | --- | --- | --- | --- | --- | --- | --- | --- | --- | --- | --- | --- | --- | --- | ----- |
| 1    | Lewis Hamilton       | 1   | 5   | 13  | 3   | 2   | 1   | Rit | 10  | 1   | 1   | 5   | 2   | 3   | 7   | 3   | 12  | 1   | 5   | 98    |
| 2    | Felipe Massa         | Rit | Rit | 1   | 2   | 1   | 3   | 5   | 1   | 13  | 3   | 17* | 1   | 1   | 6   | 13  | 7   | 2   | 1   | 97    |
| 3    | Kimi Räikkönen       | 8*  | 1   | 2   | 1   | 3   | 9   | Rit | 2   | 4   | 6   | 3   | Rit | 18* | 9   | 15* | 3   | 3   | 3   | 75    |
| 4    | Robert Kubica        | Rit | 2   | 3   | 4   | 4   | 2   | 1   | 5   | Rit | 7   | 8   | 3   | 6   | 3   | 11  | 2   | 6   | 11  | 75    |
| 5    | Fernando Alonso      | 4   | 8   | 10  | Rit | 6   | 10  | Rit | 8   | 6   | 11  | 4   | Rit | 4   | 4   | 1   | 1   | 4   | 2   | 61    |
| 6    | Nick Heidfeld        | 2   | 6   | 4   | 9   | 5   | 14  | 2   | 13  | 2   | 4   | 10  | 9   | 2   | 5   | 6   | 9   | 5   | 10  | 60    |
| 7    | Heikki Kovalainen    | 5   | 3   | 5   | Rit | 12  | 8   | 9   | 4   | 5   | 5   | 1   | 4   | 10* | 2   | 10  | Rit | Rit | 7   | 53    |
| 8    | Sebastian Vettel     | Rit | Rit | Rit | Rit | 17  | 5   | 8   | 12  | Rit | 8   | Rit | 6   | 5   | 1   | 5   | 6   | 9   | 4   | 35    |
| 9    | Jarno Trulli         | Rit | 4   | 6   | 8   | 10  | 13  | 6   | 3   | 7   | 9   | 7   | 5   | 16  | 13  | Rit | 5   | Rit | 8   | 31    |
| 10   | Timo Glock           | Rit | Rit | 9   | 11  | 13  | 12  | 4   | 11  | 12  | Rit | 2   | 7   | 9   | 11  | 4   | Rit | 7   | 6   | 25    |
| 11   | Mark Webber          | Rit | 7   | 7   | 5   | 7   | 4   | 12  | 6   | 10  | Rit | 9   | 12  | 8   | 8   | Rit | 8   | 14  | 9   | 21    |
| 12   | Nelson Piquet Jr.    | Rit | 11  | Rit | Rit | 15  | Rit | Rit | 7   | Rit | 2   | 6   | 11  | Rit | 10  | Rit | 4   | 8   | Rit | 19    |
| 13   | Nico Rosberg         | 3   | 14  | 8   | Rit | 8   | Rit | 10  | 16  | 9   | 10  | 14  | 8   | 12  | 14  | 2   | 11  | 15  | 12  | 17    |
| 14   | Rubens Barrichello   | SQ  | 13  | 11  | Rit | 14  | 6   | 7   | 14  | 3   | Rit | 16  | 16  | Rit | 17  | Rit | 13  | 11  | 15  | 11    |
| 15   | Kazuki Nakajima      | 6   | 17  | 14  | 7   | Rit | 7   | Rit | 15  | 8   | 14  | 13  | 15  | 14  | 12  | 8   | 15  | 12  | 17  | 9     |
| 16   | David Coulthard      | Rit | 9   | 18  | 12  | 9   | Rit | 3   | 9   | Rit | 13  | 11  | 17  | 11  | 16  | 7   | Rit | 10  | Rit | 8     |
| 17   | Sébastien Bourdais   | 7*  | Rit | 15  | Rit | Rit | Rit | 13  | 17  | 11  | 12  | 18  | 10  | 7   | 18  | 12  | 10  | 13  | 14  | 4     |
| 18   | Jenson Button        | Rit | 10  | Rit | 6   | 11  | 11  | 11  | Rit | Rit | 17  | 12  | 13  | 15  | 15  | 9   | 14  | 16  | 13  | 3     |
| 19   | Giancarlo Fisichella | Rit | 12  | 12  | 10  | Rit | Rit | Rit | 18  | Rit | 16  | 15  | 14  | 17  | Rit | 14  | Rit | 17  | 18  | 0     |
| 20   | Adrian Sutil         | Rit | Rit | 19  | Rit | 16  | Rit | Rit | 19  | Rit | 15  | Rit | Rit | 13  | 19  | Rit | Rit | Rit | 16  | 0     |
| 21   | Takuma Satō          | Rit | 16  | 17  | 13  |     |     |     |     |     |     |     |     |     |     |     |     |     |     | 0     |
| 22   | Anthony Davidson     | Rit | 15  | 16  | Rit |     |     |     |     |     |     |     |     |     |     |     |     |     |     | 0     |
| Pos. | Pilota               |     |     |     |     |     |     |     |     |     |     |     |     |     |     |     |     |     |     | Punti |

| Legenda | 1º posto     | 2º posto | 3º posto    | A punti         | Senza punti/Non class.  | Grassetto – Pole position Corsivo – Giro più veloce |
| Legenda | Squalificato | Ritirato | Non partito | Non qualificato | Solo prove/Terzo pilota | Grassetto – Pole position Corsivo – Giro più veloce |

† Indica quei piloti che non hanno terminato la gara ma sono ugualmente classificati avendo coperto, come previsto dal regolamento, almeno il 90% della distanza totale.

### Classifica costruttori
| Pos. | Costruttore         | Pilota      |     |     |     |     |     |     |     |     |     |     |     |     |     |     |     |     |     |     | Punti |
| ---- | ------------------- | ----------- | --- | --- | --- | --- | --- | --- | --- | --- | --- | --- | --- | --- | --- | --- | --- | --- | --- | --- | ----- |
| 1    | Ferrari             | Räikkönen   | 8*  | 1   | 2   | 1   | 3   | 9   | Rit | 2   | 4   | 6   | 3   | Rit | 18* | 9   | 15* | 3   | 3   | 3   | 172   |
| 1    | Ferrari             | Massa       | Rit | Rit | 1   | 2   | 1   | 3   | 5   | 1   | 13  | 3   | 17* | 1   | 1   | 6   | 13  | 7   | 2   | 1   | 172   |
| 2    | McLaren-Mercedes    | Hamilton    | 1   | 5   | 13  | 3   | 2   | 1   | Rit | 10  | 1   | 1   | 5   | 2   | 3   | 7   | 3   | 12  | 1   | 5   | 151   |
| 2    | McLaren-Mercedes    | Kovalainen  | 5   | 3   | 5   | Rit | 12  | 8   | 9   | 4   | 5   | 5   | 1   | 4   | 10* | 2   | 10  | Rit | Rit | 7   | 151   |
| 3    | BMW                 | Heidfeld    | 2   | 6   | 4   | 9   | 5   | 14  | 2   | 13  | 2   | 4   | 10  | 9   | 2   | 5   | 6   | 9   | 5   | 10  | 135   |
| 3    | BMW                 | Kubica      | Rit | 2   | 3   | 4   | 4   | 2   | 1   | 5   | Rit | 7   | 8   | 3   | 6   | 3   | 11  | 2   | 6   | 11  | 135   |
| 4    | Renault             | Alonso      | 4   | 8   | 10  | Rit | 6   | 10  | Rit | 8   | 6   | 11  | 4   | Rit | 4   | 4   | 1   | 1   | 4   | 2   | 80    |
| 4    | Renault             | Piquet Jr.  | Rit | 11  | Rit | Rit | 15  | Rit | Rit | 7   | Rit | 2   | 6   | 11  | Rit | 10  | Rit | 4   | 8   | Rit | 80    |
| 5    | Toyota              | Trulli      | Rit | 4   | 6   | 8   | 10  | 13  | 6   | 3   | 7   | 9   | 7   | 5   | 16  | 13  | Rit | 5   | Rit | 8   | 56    |
| 5    | Toyota              | Glock       | Rit | Rit | 9   | 11  | 13  | 12  | 4   | 11  | 12  | Rit | 2   | 7   | 9   | 11  | 4   | Rit | 7   | 6   | 56    |
| 6    | STR-Ferrari         | Bourdais    | 7*  | Rit | 15  | Rit | Rit | Rit | 13  | 17  | 11  | 12  | 18  | 10  | 7   | 18  | 12  | 10  | 13  | 14  | 39    |
| 6    | STR-Ferrari         | Vettel      | Rit | Rit | Rit | Rit | 17  | 5   | 8   | 12  | Rit | 8   | Rit | 6   | 5   | 1   | 5   | 6   | 9   | 4   | 39    |
| 7    | Red Bull-Renault    | Coulthard   | Rit | 9   | 18  | 12  | 9   | Rit | 3   | 9   | Rit | 13  | 11  | 17  | 11  | 16  | 7   | Rit | 10  | Rit | 29    |
| 7    | Red Bull-Renault    | Webber      | Rit | 7   | 7   | 5   | 7   | 4   | 12  | 6   | 10  | Rit | 9   | 12  | 8   | 8   | Rit | 8   | 14  | 9   | 29    |
| 8    | Williams-Toyota     | Rosberg     | 3   | 14  | 8   | Rit | 8   | Rit | 10  | 16  | 9   | 10  | 14  | 8   | 12  | 14  | 2   | 11  | 15  | 12  | 26    |
| 8    | Williams-Toyota     | Nakajima    | 6   | 17  | 14  | 7   | Rit | 7   | Rit | 15  | 8   | 14  | 13  | 15  | 14  | 12  | 8   | 15  | 12  | 17  | 26    |
| 9    | Honda               | Button      | Rit | 10  | Rit | 6   | 11  | 11  | 11  | Rit | Rit | 17  | 12  | 13  | 15  | 15  | 9   | 14  | 16  | 13  | 14    |
| 9    | Honda               | Barrichello | SQ  | 13  | 11  | Rit | 14  | 6   | 7   | 14  | 3   | Rit | 16  | 16  | Rit | 17  | Rit | 13  | 11  | 15  | 14    |
| 10   | Force India-Ferrari | Sutil       | Rit | Rit | 19  | Rit | 16  | Rit | Rit | 19  | Rit | 15  | Rit | Rit | 13  | 19  | Rit | Rit | Rit | 16  | 0     |
| 10   | Force India-Ferrari | Fisichella  | Rit | 12  | 12  | 10  | Rit | Rit | Rit | 18  | Rit | 16  | 15  | 14  | 17  | Rit | 14  | Rit | 17  | 18  | 0     |
| 11   | Super Aguri-Honda ° | Satō        | Rit | 16  | 17  | 13  |     |     |     |     |     |     |     |     |     |     |     |     |     |     | 0     |
| 11   | Super Aguri-Honda ° | Davidson    | Rit | 15  | 16  | Rit |     |     |     |     |     |     |     |     |     |     |     |     |     |     | 0     |
| Pos. | Costruttore         | Pilota      |     |     |     |     |     |     |     |     |     |     |     |     |     |     |     |     |     |     | Punti |

| Legenda | Grassetto – Pole position Corsivo - Giro più veloce | 1º posto                                         | 2º posto                                      | 3º posto                          | A punti                                           | -Senza punti -Non classificato (NC)         | Ritirato (Rit)                  | Squalificato (SQ)   |
| Legenda | Grassetto – Pole position Corsivo - Giro più veloce | -Non qualificato (NQ) -Non pre-qualificato (NPQ) | Disputa solo le prove (SP) -Terzo pilota (TP) | Non prende parte alle prove (NPR) | -Non partito (NP) Infortunato (INF) -Escluso (ES) | Iscritto ma non presente, non arrivato (NA) | Ritirato prima dell'evento (WD) | Gara cancellata (C) |

* Indica quei piloti che non hanno terminato la gara ma sono ugualmente classificati avendo coperto, come previsto dal regolamento, almeno il 90% della distanza totale.
° La Super Aguri - Honda si ritirò il 6 maggio del 2008 per problemi economici.

## Statistiche

### Piloti
* La Super Aguri si è ritirata il 6 maggio dal campionato 2008 a causa di problemi finanziari.

### Costruttori
Tutte le scuderie corrono con gomme Bridgestone B.

* La Super Aguri si è ritirata il 6 maggio dal campionato 2008 a causa di problemi finanziari.

## Ilcrashgate
Il 30 agosto 2009, la FIA apre un'inchiesta sull'incidente accaduto a Nelson Piquet Jr. nel corso del Gran Premio di Singapore, durante il tredicesimo giro della gara. La televisione brasiliana Rede Globo sostiene che l'incidente è stato fittiziamente causato al fine di favorire la vittoria del compagno di squadra Fernando Alonso.
La FIA convoca la Renault il 21 settembre 2009 per esaminare il caso in questione. In seguito alla inchiesta della FIA in merito all'incidente, la Renault comunica il 16 settembre 2009 che Flavio Briatore e Pat Symonds hanno lasciato la scuderia. Il Consiglio Mondiale della FIA decide per la squalifica a vita da tutte le competizioni motoristiche per Briatore e una squalifica di 5 anni per Symonds; il Team Renault viene squalificato permanentemente dal campionato di Formula 1, ma la sanzione è sospesa con la condizionale fino al termine della stagione 2011; non vi sono condanne né per Piquet né per Alonso. La Federazione, inoltre, afferma di non voler più concedere o rinnovare la Superlicenza a piloti legati a Briatore. Il 5 gennaio 2010, dopo il ricorso di Flavio Briatore, il Tribunal de Grande Instance di Parigi annulla la radiazione e condanna la FIA a pagare 15 000 euro a Briatore per danni d'immagine. Anche Pat Symonds viene riabilitato dalla sentenza. Nonostante ciò, la FIA conferma che la sua decisione resta in vigore fino al termine di tutti i possibili appelli. L'11 gennaio 2010 la Federazione annuncia la presentazione dell'appello contro la decisione del tribunale francese e ribadisce l'applicazione di tutte le sanzioni irrogate a Briatore e Symonds, ad accezione di quelle relative alle Superlicenze dei piloti gestiti dall'italiano. Successivamente, il 12 aprile 2010, la FIA rende noto di aver raggiunto un accordo con Briatore e Symonds, che prevede per entrambi l'accettazione di una squalifica da tutte le competizioni FIA fino al 2011 e dal campionato di Formula 1 fino a tutto il 2012, in cambio della rinuncia da parte della Federazione a proseguire nell'appello; tutte le parti coinvolte accettano di rinunciare ad intraprendere ulteriori azioni legali riguardanti questa vicenda.
Il 7 dicembre 2010 il Team Renault comunica di aver ritirato tutte le accuse mosse nei confronti di Piquet Jr., il quale nel frattempo aveva intrapreso azioni legali contro la sua ex squadra presso l’Alta Corte di Londra, ammettendo di aver rivolto «accuse infondate al pilota» ed accettando di risarcire il pilota e suo padre con una congrua somma di denaro «come risarcimento della diffamazione e dei costi derivati».

## Azione legale sull'esito del titolo
Nel marzo 2023, in un'intervista con il sito web tedesco F1-Insider, l'ex amministratore delegato del Gruppo Formula Uno Bernie Ecclestone avrebbe affermato che sia lui che l'allora presidente della FIA Max Mosley erano stati informati della deliberata manipolazione del Gran Premio di Singapore da parte della Renault "durante la stagione 2008". Aggiungendo: "Abbiamo avuto abbastanza informazioni in tempo per indagare sulla questione. Secondo lo statuto, avremmo dovuto cancellare la gara di Singapore in queste condizioni. Ciò significa che il Gran Premio avrebbe dovuto essere rimosso dalla classifica del campionato. Di conseguenza Felipe Massa sarebbe stato campione del mondo e non Lewis Hamilton." Nonostante ciò, Ecclestone ha dichiarato di aver deciso di non agire per "proteggere lo sport e salvarlo da un enorme scandalo". In seguito ai commenti di Ecclestone, Massa ha iniziato un'azione legale per contestare l'esito del campionato 2008.